# ۳۹۴ (قمری)

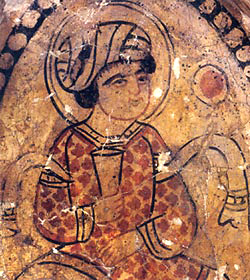
قطعه نقاشی دیواری قرن یازدهمی یافت شده در فسطاط

۳۹۴ (قمری)، سیصد و نود و چهارمین سال در گاهشماری هجری قمری است. اول محرم این سال برابر با پنجم نوامبر سال ۱۰۰۳ میلادی است.

## زادگان
- ۹ ذیقعده - ناصرخسرو شاعر، حکیم و جهانگرد ایرانی

## وابسته
- حمدانیان
- ابوالحسن مهیار دیلمی